# Izena-jima
Izena-jima (伊是名島) est une île de l'archipel d'Okinawa et donc de l'archipel Ryūkyū dans la mer de Chine orientale, reliée à la préfecture d'Okinawa et proche de l'île d'Okinawa.
S'y trouve l'unique village d'Izena peuplé de 1 500 habitants en 2010. L'île a une superficie de 15,42 km2.
De cette île dépendent les ilots Gushikawa-jima et Yanaha-jima, où l'on trouve simplement quelques reptiles et grenouilles.